# Пироговка (село, Севастополь)
Пирого́вка (до 1948 года Аджико́й; укр. Пироговка, крымскотат. Acıköy, Аджыкой) — село в Нахимовском районе города федерального значения Севастополя , входит в состав Верхнесадовского муниципального округа (согласно административно-территориальному делению Украины — Верхнесадовского сельсовета Нахимовского района Севастопольского горсовета).

## География
Расположено на северо-востоке территории горсовета, практически примыкая с востока к Верхнесадовому, высота центра села над уровнем моря 65 м. У южной окраины села находится остановочная платформа 1509 км. Транспортное сообщение осуществляется по региональной автодороге 67Н-30 Верхнесадовое — Фронтовое — Красный Мак.

## Население
| 2001 | 2014 |
| ---- | ---- |
| 331  | ↘324 |

Численность населения по данным переписи населения по состоянию на 14 октября 2014 года составила 324 человека.
Динамика численности населения
| - 1864 год — 229 чел. - 1886 год — 137 чел. - 1915 год — 2067/225 чел. - 1926 год — 186 чел. | - 1939 год — 213 чел. - 1989 год — 281 чел. - 2001 год — 331 чел. - 2014 год — 324 чел. |

## История
Первое документальное упоминание селения встречается в «Османском реестре земельных владений Южного Крыма 1680-х годов», согласно которому в 1686 году (1097 год хиджры) Хаджи-кёй входил в Крымское ханство. В документе перечисленны участки земли, принадлежавшие подданным Турецкого султана. По Камеральному Описанию Крыма… 1784 года в последний период Крымского ханства Гаджи киой входил в Бакче-сарайский кадылык бакчи-сарайскаго каймаканства. После присоединения Крыма к России (8) 19 апреля 1783 года, (8) 19 февраля 1784 года, именным указом Екатерины II сенату, на территории бывшего Крымского Ханства была образована Таврическая область и деревня была приписана к Симферопольскому уезду. После Павловских реформ, с 1796 по 1802 год, входила в Акмечетский уезд Новороссийской губернии. По новому административному делению, после создания 8 (20) октября 1802 года Таврической губернии, Гаджикой был включён в состав Чоргунской волости Симферопольского уезда.
Видимо, вследствие эмиграции крымских татар в Турцию, последовавшую вслед за присоединением Крыма к России 8 февраля 1784 года, деревня опустела и на военно-топографической карте генерал-майора Мухина 1817 года Гаджикой обозначен пустующим. Новое заселение деревни, судя по доступным источникам, произошло после 1829 года, поскольку в «Ведомости о казённых волостях Таврической губернии 1829 года» среди жилых поселений новой Дуванкойской волости Гаджикой не значится, а на карте 1935 года в деревне 25 дворов, а на карте 1842 года Гаджикой обозначен уже с 25 дворами.
В 1860-х годах, после земской реформы Александра II, деревню отнесли к Дуванкойской волости. Согласно «Списку населённых мест Таврической губернии по сведениям 1864 года», составленному по результатам VIII ревизии 1864 года, Малая Дуванка (она же Аджикой) — общинная и владельческая русская и татарская деревня с 26 дворами, 229 жителями и мечетью при реке Бельбеке. На трёхверстовой карте Шуберта 1865—1876 года в деревне обозначено 5 дворов. На 1886 год в деревне Аджикой, согласно справочнику «Волости и важнѣйшія селенія Европейской Россіи», проживало 137 человек в 26 домохозяйствах, действовала мечеть На верстовой карте 1889—1890 года указан 31 двор с татарским населением. По Статистическому справочнику Таврической губернии. Ч.II-я. Статистический очерк, выпуск шестой Симферопольский уезд, 1915 год, в деревнях Дуванкой и Аджикой вместе Дуванкойской волости Симферопольского уезда числилось 600 дворов с татарским населением в количестве 2067 человек приписных жителей и 225 — «посторонних».
После установления в Крыму Советской власти, по постановлению Крымревкома от 8 января 1921 года была упразднена волостная система и село вошло в состав Бахчисарайского района Симферопольского уезда, а в 1922 году уезды получили название округов. 11 октября 1923 года, согласно постановлению ВЦИК, в административное деление Крымской АССР были внесены изменения, в результате которых округа были отменены и основной административной единицей стал Бахчисарайский район и село включили в его состав. Согласно Списку населённых пунктов Крымской АССР по Всесоюзной переписи 17 декабря 1926 года, в селе Аджи-Кой Дуванкойского сельсовета Бахчисарайского района имелось 46 дворов, все крестьянские, население составляло 186 человек (94 мужчины и 92 женщины). В национальном отношении учтено: 174 татарина и 12 русских.
Во время осады Севастополя село находилось в ближнем тылу немецкого 54-го армейского корпуса, тут было организовано крупное военное кладбище.
В 1944 году, после освобождения Крыма от фашистов, согласно постановлению ГКО № 5859 от 11 мая 1944 года, 18 мая крымские татары были депортированы в Среднюю Азию, а 12 августа 1944 года было принято постановление № ГОКО-6372с «О переселении колхозников в районы Крыма», по которому в район из Орловской и Брянской областей РСФСР переселялись 6000 семей колхозников, а в начале 1950-х годов последовала вторая волна переселенцев из различных областей Украины. С 25 июня 1946 года Гаджикой в составе Крымской области РСФСР. Указом Президиума Верховного Совета РСФСР от 18 мая 1948 года, Гаджикой переименовали в Пироговку. 26 апреля 1954 года Крымская область была передана из состава РСФСР в состав УССР. Решением Севастопольского горисполкома № 313 от 22 мая 1965 года село, вместе с сельсоветом, передано в состав Севастопольского горсовета. С 21 марта 2014 года в составе Севастополя принято а состав Российской Федерации.